# رابرت مالم
رابرت مالم (انگلیسی: Robert Malm؛ زادهٔ ۲۱ اوت ۱۹۷۳) یک بازیکن فوتبال اهل فرانسه است.
وی همچنین در تیم ملی فوتبال توگو بازی کرده‌است.